# Trichius fasciatus
Trichius fasciatus es una especie de coleóptero de la familia Scarabaeidae.

## Distribución geográfica
Este escarabajo está presente en la mayor parte de Europa y en el Paleártico oriental.